# Střelba v ústředí YouTube
Střelba v ústředí společnosti YouTube se stala 3. dubna 2018 přibližně ve 12:46 místního času (22:46 středoevropského letního času) v ústředí společnosti YouTube v San Brunu v Kalifornii. Jako střelkyně byla později označena 38letá Nasim Najafi Aghdam, která střílela 9mm poloautomatickou pistolí Smith & Wesson. Zasáhla tři osoby, čtvrtý člověk si při pokusu o útěk vymknul kotník, přičemž jeden ze zraněných byl v kritickém stavu. Pachatelka pak obrátila zbraň proti sobě a zabila se.

## Okolnosti události
38letá Nasim Najafi Aghdam, aktivistka za práva zvířat, byla youtuberkou, tvůrkyní videí na internetové platformě YouTube. Svá aktivisticky zaměřená videa, která se často věnovala kontroverzním tématům, vydávala na několika kanálech. Společnost YouTube se však rozhodla, že tato kontroverzní videa začne cenzurovat, když zablokovala několik kanálů youtuberky a zbývající kanály omezí tzv. omezeným zpeněžením. Tento zásah měl důsledek v poklesu sledovanosti jejích videí a snížení finančních příjmů z jejich vydávání.
Dle mínění samotné Aghdam rozhodovala o dosahu a úspěšnosti tvorby uživatelů společnost sama, kdy uměle ovlivňovala či skrývala tvorbu, která se tzv. „nehodila“. O tomto tématu vydala přibližně rok před událostí samostatné video.
Na možné neštěstí už tři dny předem upozornil otec Aghdam policii, kterou informoval o nesnášenlivosti lidské společnosti ze stran dcery a jejím upnutí se na platformu YouTube, i tom, že špatně nesla kroky vedené společností YouTube proti její tvorbě. Dcera zmizela z domácnosti a otec se obával, že by mohla mít dcera právě namířeno do ředitelství společnosti se záměrem spáchat atentát.

## Průběh události
V době před útokem měla útočnice projít parkovištěm před sídlem společnosti, vniknout do její budovy a přemístit se do tamějšího atria, kde se nachází podniková jídelna. Záměrně přišla v době, kdy mají zaměstnanci obědovou přestávku. Po příchodu do jídelny, přibližně ve 12:46 místního času, začala neprodleně střílet, lidé v jídelně začali utíkat pryč, zaměstnanci okolo jídelny se zabarikádovali v kancelářích. Útočnice přímo postřelila tři lidi, čtvrtý se zranil při pokusu o útěk tím, že si vymknul kotník.
Svědci střelby neprodleně kontaktovali policii, která vyslala na místo desítky policejních vozů a k místu se sjelo i několik sanitek. K sídlu společnosti se sjelo i několik televizních štábů, které začaly na místě střelby natáčet. Stovky lidí byly policií evakuovány, policie také vyzvala obyvatele města, aby se místu střelby vyhnuli.

## Následky události
Po střelbě vydal tehdejší prezident USA Donald Trump na svém profilu na Twitter příspěvek, ve kterém poděkoval policistům za zásah a projevil soucit s zraněnými. Podobné příspěvky uveřejnilo i několik dalších významných amerických politiků.
Na Twitteru uveřejnila příspěvek i generální ředitelka společnosti, Susan Wojcicki, která napsala: „Nejsou slova, která by popsala, jak hrozné to bylo, mít dnes aktivního střelce v YouTube. Naše nejhlubší vděčnost patří výkonným složkám státu a prvním záchranářům za jejich rychlou reakci. Naše srdce jsou se všemi, kteří dnes byli zraněni nebo zasaženi. Sejdeme se spolu, abychom se uzdravili jako rodina.“ K situaci se vyjádřili i generální ředitelé řady dalších společností, generální ředitelé společností Twitter, Uber a Box pak volali po zpřísnění legislativy v oblasti držení zbraní.
Po události společnost YouTube zablokovala i zbývající kanály pachatelky a smazala poslední její veřejná videa. Sociální sítě Facebook a Instagram pak zablokovaly její profily.